# Arabisch-Jacobitisch Synaxarium
Het Arabisch-Jacobitisch Synaxarium is een Koptische heiligenkalender. Het boek bevat op volgorde van de feestdag een verzameling hagiografieën over de Koptische heiligen. Ook bevat het kerkgeschiedenis. Het synaxarium is qua opzet goed te vergelijken met het Martyrologium Romanum. Het boek wordt in elke mis, die geschreven is door de heilige Sint Basilius, gebruikt om heiligen op die dag te herdenken. De volgorde van de lezingen is dan eerst: de brieven van Paulus, El-Praxies (het boek Handelingen), Synaxarium en als laatste de Bijbel. Deze volgorde is onder andere ter voorbereiding tot het luisteren naar het Evangelie (de Bijbel) door middel van informatie uit de drie eerstgenoemde boeken.